# ديف وايت
ديف وايت (بالإنجليزية: Dave White)‏ هو رسام بريطاني، ولد في 1971 في ليفربول في المملكة المتحدة.